# Schoenlandella szepligetii
Schoenlandella szepligetii är en stekelart som först beskrevs av Günther Enderlein 1906.  Schoenlandella szepligetii ingår i släktet Schoenlandella och familjen bracksteklar. Inga underarter finns listade i Catalogue of Life.